# 藤枝市立藤枝小学校
藤枝市立藤枝小学校（ふじえだしりつ ふじえだしょうがっこう）は、静岡県藤枝市天王町一丁目に所在する公立小学校。蓮華寺池公園の東側に隣接する学校である。

## 沿革
- 1932年（昭和7年）- 県下少年野球大会で優勝。この年に発令された野球統制令によって全国大会と県大会が中止され、県下東部・中部・西部のみの大会となる。
- 1933年（昭和8年）- 県下少年野球大会で2連覇。優勝投手は村松幸雄。

## 学区
- 岡出山1・2・3丁目、本町3丁目、五十海、五十海1・2・3・4丁目、天王町1・2・3丁目、益津、若王子、若王子1・2・3丁目
  - 藤枝1・4・5丁目、本町1・2・4丁目、緑町1・2丁目、大手1・2丁目、稲川1丁目、稲川の一部

## 中学校区
- 藤枝市立藤枝中学校

## 学校教育目標
- 夢 自立 思いやり

### 重点目標
- 豊かな表現力とあたたかな包容力の育成

## アクセス
- しずてつジャストライン中部国道線・葉梨線 ｢蓮華寺池公園入口｣停留所から、徒歩2分

## 周辺施設
- 蓮華寺池公園
- 静岡県立藤枝東高等学校